# Camponotus gombaki
Camponotus gombaki är en myrart som beskrevs av Dumpert 1986. Camponotus gombaki ingår i släktet hästmyror, och familjen myror. Inga underarter finns listade.